# Le Dos rouge
Pour plus de détails, voir Fiche technique et Distribution.
Le Dos rouge est une comédie dramatique française réalisée par Antoine Barraud, sortie le 22 avril 2015.

## Fiche technique
- Titre : Le Dos rouge
- Réalisation : Antoine Barraud
- Scénario : Antoine Barraud
- Photographie : Antoine Parouty
- Montage : Catherine Libert et Frédéric Piet
- Musique : Bertrand Bonello
- Producteur : Cédric Walter, Vincent Wang et Antoine Barraud
- Production : House on Fire, Anna Sanders Films, Archipel et Cosmodigital
- Distribution : Epicentre Films
- Pays d’origine :  France
- Genre : comédie dramatique
- Budget : 100 000 €
- Durée : 127 minutes
- Dates de sortie :
  -  France : 22 avril 2015

## Distribution
- Bertrand Bonello : Bertrand
- Jeanne Balibar : Célia Bhy
- Géraldine Pailhas : l'autre Célia Bhy
- Joana Preiss : Barbara
- Barbet Schroeder : le médecin
- Pascal Greggory : Pascal
- Valérie Dréville : Alice
- Nicolas Maury : le jeune journaliste
- Alex Descas : Scottie
- Isild Le Besco : Renée
- Nathalie Boutefeu : Catherine
- Marta Hoskins : Edwarda Kane
- Valérie Massadian : la femme dans la boulangerie
- Charlotte Rampling : la mère